# David Ancillon
David Ancillon (ur. 22 lutego 1670, zm. 16 listopada 1723) – pruski duchowny i dyplomata.

## Życiorys
Jego rodzicami byli hugenoci – uciekinierzy z Francji do Prus. Ancillon był w Berlinie kalwińskim kaznodzieją. Gdy zmarł jego ojciec David Ancillon Starszy (1692), został po nim kolejnym nadwornym kaznodzieją króla Prus Fryderyka I.
Bywał często wysyłany w misje dyplomatyczne; do Holandii i Anglii w roku 1700 czy do Neuchâtel (1706-1707). Miał zagwarantować pruską sukcesję w Neuchâtel. Ostatecznie osiedlił się w Neuchâtel jako obywatel miasta.
W 1709 wyruszył w kolejną misję dyplomatyczną do Polski, Prus i na Węgry.
Jego bratem był Charles Ancillon (1659-1715).